# Project COLD

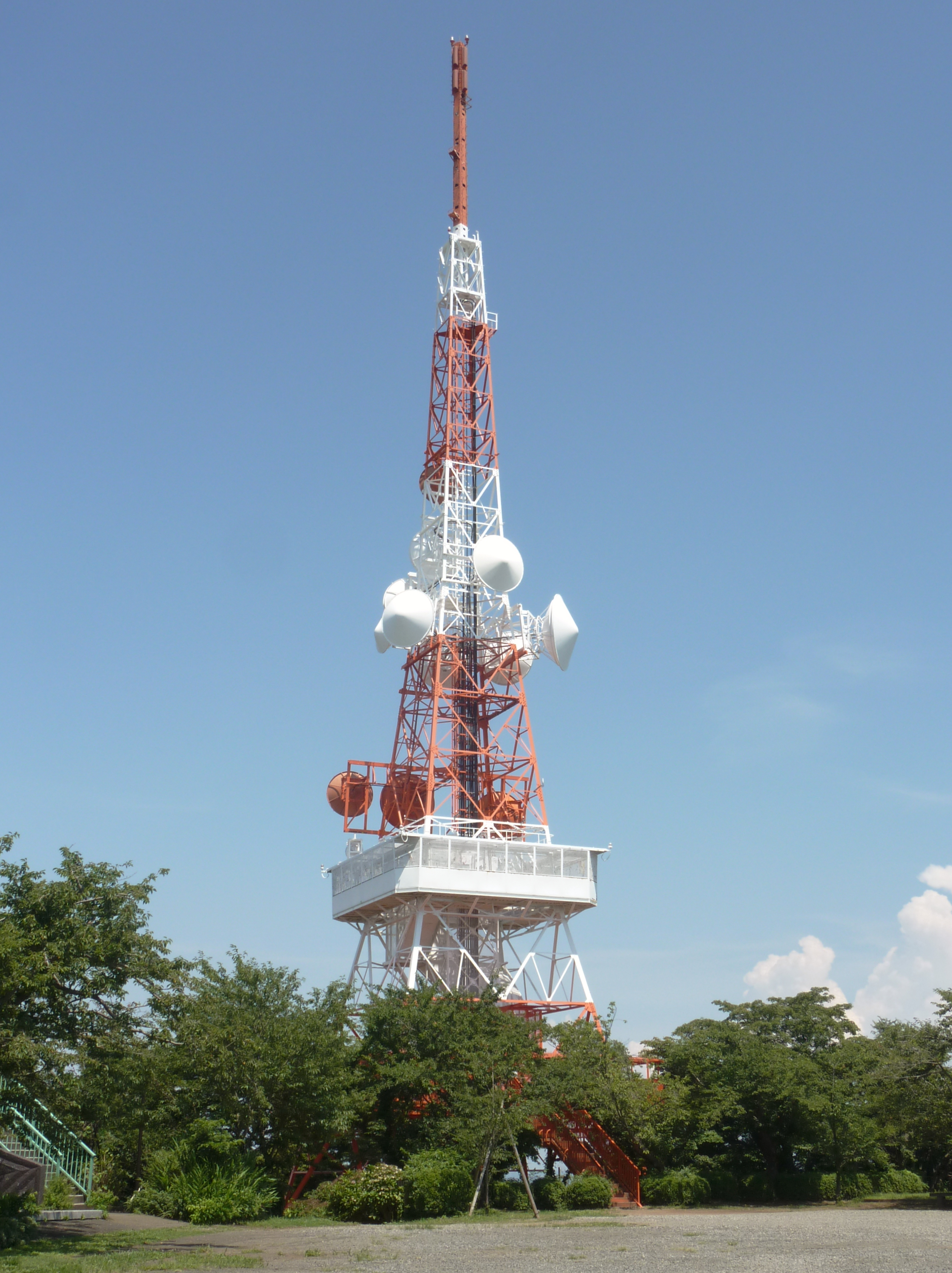
作品の舞台にもなっている平塚テレビ中継局。

『Project:;COLD』（プロジェクトコールド）は、インターネットを使用し、展開されるミステリ作品。『Project:;COLD』は、ガールズ・バンド、都まんじゅう（みやこまんじゅう、略称: みやまん）を組む6人のバーチャルキャラクターを中心とし、ストーリーを展開している。作品はリアルタイムで物語が進行する代替現実ゲームというジャンルに近いとされる。作中の時間軸は現実と同一であるため、本作のファンなどが関連Twitterアカウントに返信やリツイート、謎解きの投稿を行うことにより、物語が進行する。そのため、ファンコミュニティではDiscordやSNSでの交流が盛んである。2020年11月1日に都まんじゅうの活動が開始。同年12月1日、プロジェクトを発表した。作品は、SNSで話題を集め、ねとらぼ、MoguLive!、PANORA、Real Soundなど主要なウェブメディアで特集され、登場人物の佐久間ヒカリは2020年11月24日にラジオ番組『ミューコミプラス』に出演した。
作品には、キャラクターデザイナー、イラストレーターに望月けい、映像作家に川サキケンジなどビジュアル面ではバーチャルYouTuberやゲームを担当してきたスタッフが加わっており、謎解きのスタッフにはきださおりや眞形隆之といったリアル脱出ゲーム、人狼ゲームにおいての重要人物が携わっている。主題曲は音楽ユニット、ずっと真夜中でいいのに。が書き下ろしした楽曲「勘ぐれい」が採用されている。
2022年3月1日より、続編として茨城県水戸市を舞台とした「case.633『惨劇の五芒星事件』」が開始した。

## あらすじ
注記: 各編サブタイトルは右記出典による。

### Project:;COLD 1 case.613『血の人形・再来事件』(2020年）

#### 第1部 「六泉ヶ丘高校文化祭編」
神奈川県平塚市にある六泉ヶ丘高等学校3年生の佐久間ヒカリは、文化祭の実行委員長を務めていた。同じ3年生で文化祭実行委員会のメンバーになった、岩永静、青島玲子、綾城奈々乃、森いちご、星野理也の5名を誘い、6名で都まんじゅうというバンドを結成。11月上旬にそれぞれのメンバーが自己紹介動画をYouTubeにあげ、活動を開始した。バンドは文化祭に向けてライブを行うことを目標に練習をしていた。文化祭では、都まんじゅうがライブを行ったほか、実在する音楽ユニット、ずっと真夜中でいいのに。がゲストとして登場し、彼女たちの前でライブを行った。

#### 第2部「血の人形・再来事件編」
佐久間ヒカリはバンドメンバーとともに都市伝説である「血の人形・再来事件」に興味を持ち、翌日には他のバンドメンバーたちと調査に乗り出す。一時は事件を忘れ、日常に戻ったが、11月28日に佐久間ヒカリが死亡。バンドメンバーは佐久間ヒカリの死が発表された翌日、YouTubeに「私たちを助けてください」というタイトルの動画が投稿。動画では、メンバーは佐久間ヒカリが「血の人形・再来事件」の呪いによって死亡したと推定し、自分たちにもその呪いに巻き込まれており、自分たちも佐久間ヒカリのように死んでしまうかもしれないと主張し、視聴者に謎解きの助けを求めた。バンドメンバーと視聴者は呪いを解くために謎解きすることになる。佐久間ヒカリの死からメンバーは13日おきに死亡。2020年1月下旬には、佐久間ヒカリのTwitterアカウントのアイコンにノイズが表示されるようになり、日に日にノイズは増していった。2021年1月19日に死んだはずの佐久間ヒカリのアカウントにツイートが投稿され、考察では1月22日を示すツイートだと考えられた。2021年1月22日に最後に残された青島玲子が20時からYouTubeで生配信中に事故死し、都まんじゅうメンバー全員が亡くなった。

#### 第3部 「血の人形・再来事件 解決編」
全員が死んだ後、2021年1月24日にみやまんチャンネルには、「彼女たちを助け出す力を貸してほしい」と題した新たな動画が投稿された。その動画には100年後の未来に生きる探偵、イオリ・ハートフィールドとその姉のハズキ・ハートフィールドが姿を現した。イオリ・ハートフィールドは、融解班へ向けて100年経った未来でも未解決事件であった、血の人形・再来事件の真相解明に向けて協力を呼び掛ける。イオリ・ハートフィールドは「パストハッキング」という未来と現在のネットワークを接続する技術を有しており、過去への介入を行うことが出来る。また、この技術を使っても歴史の修正力によって改変は妨げられるため、銀の弾丸を使うことで歴史の修正力を無効にし、都まんじゅうを救おうとした。イオリ・ハートフィールドや融解班などは謎を解いていくことで、死神と名乗る犯人が六泉ヶ丘高等学校の校長、花山純一郎であると知る。また、花山純一郎が特別顧問を務め、綾城奈々乃が所属する劇団あかぐまは花山と共謀し、都まんじゅうのメンバーを殺害する計画を立てており、綾城奈々乃は血の人形事件の関係者である高市晴美に事件の話を聞いた際にこのことに気づいていた。星野理也の肉親にあたる母が再婚した相手である山科省吾は、妻と息子（星野理也の弟）に対して家庭内暴力をふっていた。しかし、星野理也がこの虐待を止めようと訪れるも、逆上し、星野に消火器で頭を打たれたうえに高所から落とされ殺される。星野はこれを隠蔽しようと血の人形・再来事件のように見せかけようとしたが、これが劇団あかぐまにとって血の人形の儀式を冒とくする行為だとして、犯人と断定した都まんじゅうのメンバーを殺人することにした。イオリ・ハートフィールドは、この星野理也が山科省吾に会わないようにするために、佐久間ヒカリに星野が相談するように文化祭のスクリーンに「勘ぐれい」を流し、銀の弾丸を打ち込むことで一連の事件を解決させた。これにより、歴史は改ざんされ、6人は生存。山科省吾は文化祭の翌日に児童虐待罪で逮捕された。都まんじゅうのメンバー全員は無事に六泉ヶ丘高等学校を卒業した。

### Project:;COLD 1.8 case.633『惨劇の五芒星事件』（2022年）

#### 第1部 「惨劇の五芒星事件編」
2022年2月25日、Twitter上で「監視者」と称するアカウントが動画を投稿し、その後、榊明日美という人物のスマートフォンの中身を見ることが出来るようになる。
その後3月16日、茨城県水戸市の漆ヶ原中学校で榊を含む生徒5人が刃物で刺しあい、全員が意識不明の重体になった事件が発生した。事件現場に生徒たちの血で描かれたとみられる五芒星があったことから「惨劇の五芒星事件」と呼ばれるようになる。事件に興味を持った女子高生のCは、Twitterで佐久間ヒカリが「惨劇の五芒星事件」のニュースを取り上げているのを見てヒカリにみやまんチャンネルで事件を取り上げることを依頼し、以降Cがみやまんチャンネルで事件に関する動画を投稿するようになる。3月28日、5人に対して殺しあうように洗脳して殺人教唆を行ったとして漆ヶ原中学校のスクールカウンセラーだった堤玲一が逮捕される。

#### 第2部 「惨劇の五芒星事件 解決編」
2022年3月29日、イオリ・ハートフィールドがみやまんチャンネルに動画を投稿し、堤の逮捕の証拠となった事件の被害者の1人の西峰真央とのカウンセリングの音声データに救急車のサイレンの音が突然切れるなど加工がされた痕跡があることから、惨劇の五芒星事件の黒幕は別の人物だと指摘し、黒幕を突き止めるため、漆ヶ原中学校の校長、教頭、養護教諭の菅原麻理恵の3人の教職員サイトのログインIDとパスワードを突き止めるように融解班に依頼する。
3人のログインIDとパスワードが判明した後、教職員サイトの内容からイオリは惨劇の五芒星事件の黒幕は保健医の菅原麻理恵だと突き止める。菅原の息子の伊吹は、心臓病によりドナーが見つからなければ余命が1年もないと宣告されており、「未来人に会いたい」という希望を持つ伊吹に未来人の友達がいると嘘をついてしまう。そのような中で菅原は堤からカウンセリング内容を共有されるうちに榊ら5人の生徒が死を望んでいることを知り、そこから未来への希望を持つ伊吹と、死ぬことを望む5人の生徒の希望を同時に叶える手段として儀式を行うことを思いつき、伊吹には未来人から聞いた話として「3月16日、5人の中学生が自らの血で五芒星を描く、凄惨な事件が起きる」と告げ、未来の世界で生きているのかと心配する伊吹に「あなたは元気にしている。未来人がそう言っていた。」と話す。その後伊吹に話したことを実現するために榊ら5人に「ポラリス」として指示を行い、マインドコントロール下に置くことで5人が殺し合わせるように仕向けさせたのだった。
イオリは銀の弾丸を打ち込もうとするものの、いつ打ち込めばよいかわからず、さらにエネルギー残量が残り少なくなり焦るが、ハズキ・ハートフィールドが気になっていたこととして、榊明日美が儀式当日の朝4時に行っていたツイートを取り上げたことで、イオリとハズキは榊が儀式に参加することに躊躇していたことや、もし榊が流れ星を見ることが出来たら儀式に参加せず堤に連絡を取っていたのではないかと推測し、流れ星の代わりに使用されていない人工衛星を落とすことで流れ星が落ちる様子を再現させた。人工衛星が落ちるのを「流れ星」ととらえた榊は儀式に参加するのをやめ、堤に連絡して儀式の事を知った堤は、漆ヶ原中学校の屋上に向かい儀式を始めようとしていた残りの4人を説得して儀式が起きるのを未然に防ぐことに成功し、菅原は逮捕されて事件が解決した。

## 登場人物
注記: ふりがなのある者は言及をされた者に限る。Project:;COLD関連の登場人物と断定しづらいもの、一次的ないし二次的情報源を明示出来ない人物は省略する。

### 主要人物

#### 都まんじゅう
佐久間ヒカリ (さくまヒカリ)
声 - 天海由梨奈
神奈川県平塚市在住の六泉ヶ丘高校の3年生。バドミントン部出身で、全国大会までいくほどの腕前を持つ。生徒会長や文化祭の実行委員長も務める。
ガールズ・バンド、都まんじゅうの発起人であり、周りの話を聞いてあげるリーダー的な存在。名付け親でもある。バンドでは、ギターを担当。ギターはギブソン・レスポールを愛用する。
趣味は音楽。休みの日はYouTubeでアーティストのミュージック・ビデオを見るほか、レコード収集も行う。周りには秘密にしているが、過去にバンドを組んでいた経験を持つ。高校1年生の時には他校の生徒とユニットを結成。当時のユニットの担当はボーカルであった。学校の友人などには内緒で路上ライブを行っていた。雑誌に特集されたり、デビューのうわさもたっていたが、ユニットはすぐに解散した。11月1日に多くの人に自分や学校の友人のことを知ってもらいたいと思い、YouTubeチャンネルを開設。文化祭を終了後は、都市伝説である「血の人形・再来事件」に興味を持ち、事件を追いかける中心人物となった。
2020年11月28日、永眠。死因は佐久間ヒカリの母の話によると、自殺と推定されている。亡くなった当時、遺書はなく、彼女のポケットの中には「崇拝するシラノの元へ、我が右腕を捧げる」と書かれた紙が発見された。
case633の時点では大学に進学して東京で一人暮らしをしており、大学の英語のインターカレッジサークルに所属している。
岩永静 (いわながしず)
声 - 角倉英里子
六泉ヶ丘高校の3年生。走ることが得意で、陸上部に所属し、県大会で入賞をしている。
軽快で引きずらない気持ちがよく、ノリがよくハイテンションな性格。おおざっぱに見えるが、感覚は繊細で、表情の変化や場の空気を読みとるのが上手い。苦手なことは勉強。得意な教科は現代文。自己紹介で勉強を「催眠術」と表現しており、何度か授業で睡眠をしている。体力と足の速さには自信がある一方で自身に才能があるのかは懐疑的。そのため、陸上部では誰よりも練習に打ち込んでいた。家族とは関係性が悪く、両親は優秀な姉をひいきにし、妹である岩永静を放置していた。努力しても親の期待する結果が取れず、学校の運動会の徒競走で1着を取り、初めて両親から褒められたことをきっかけに陸上を始めた。将来の夢はフルマラソン大会への出場。
ガールズ・バンド、都まんじゅうのドラム担当。
2020年12月10日、学校の高所から落ち、死亡。彼女のポケットの中には「崇拝するシラノの元へ、我が右脚を捧げる」と書かれた紙が入っていた。12月9日の夜、LINEグループに「死神と会っている」といった内容の動画を投稿していた。11日の夜頃までにはTwitterで「死神のアカウント」こと、Reaperにフォローされていることを他メンバーが確認している。
case633の時点ではヒカリとは違う大学に進学して東京で一人暮らしをしており、大学の陸上部に所属している。
青島玲子 (あおしまれいこ)
声 - 陶山恵実里
六泉ヶ丘高校の3年生。生徒会では副会長を務める。
佐久間ヒカリにボーカルの素質があるとバンドに誘われ、ガールズ・バンド、都まんじゅうに参加。ボーカルを担当している。
真面目かつ現実主義であり、神経質。努力家で、学年でトップを取るほど成績優秀。一方で、当人は勉強以外の取柄がないことに悩んでいる。苦手教科は体育。生真面目すぎる性格ゆえに友人が少なく、1人だけ中学時代からの親友がいたが、佐久間ヒカリが親友とユニットを組んだことにより、疎遠に。親友を奪われたと感じた青島玲子は佐久間ヒカリにつっかかるようになり、佐久間ヒカリが生徒会に立候補した際にも即座に立候補した。生徒会選では大差で敗北し、副会長として行動を共にするようになった後には佐久間ヒカリの性格を知り、親友となる。家が裕福でないため、医者になり、家族に楽をさせることを夢見ている。趣味はバードウォッチング。バードウォッチングをするために地元の高麗山などに出かけることも。
元々血の人形・再来事件に興味は持っていなかったが、佐久間ヒカリが亡くなってからしばらくは、彼女のTwitterアカウントは呪いの謎を解く情報を公開するためのアカウントとして使用された。2021年1月22日、YouTubeで生配信を行い始めた10分後に車と接触し死亡した。
case633の時点では音楽大学には不合格となったが、もともと志望していた医大に合格してアルバイトをしながら学生生活を送っている。
綾城奈々乃 (あやしろななの)
声 - 桑原由気
六泉ヶ丘高校の3年生。2020年夏から三嶋雅也から紹介を受け、劇団に所属。演劇部に所属し、芝居をしている。愛称は「なな」。
2020年3月頃からバンドをやりたいと思っており、佐久間ヒカリと文化祭実行委員で知り合い、バンドに誘われ、都まんじゅうに参加。ガールズ・バンド、都まんじゅうのギター担当。
都会出身でかつては父親が不動産会社を経営しており、東京で何不自由ない生活をしていた。しかし、中学生の時に父が事業に失敗。借金を抱えた両親は海外で働き、綾城奈々乃は平塚の祖母に預けられ、中学2年生のときに平塚市に引っ越してきた。中学生のときには平塚を好きになれないために不良素行グループとつるむようになり、いじめに加担。森いちごなどをいじめていた。森いちごとは、高校の文化祭実行委員で再会している。都会ノリや自己主張が強いため学校では浮いており、自分を変えようと努力している。根は非常に優しく、1人ぼっちが苦手で、かなりの寂しがり屋。好きなものはアイスやクレープなど甘いもの。
2021年1月18日に溺死しているところを発見。青島玲子はそのことについてニュース記事と思わしきツイートをするに留まった。
case633の時点では地元の平塚から大学に通い、大学の演劇サークルで活動している。
森いちご (もりいちご)
声 - 天野心愛
六泉ヶ丘高校の3年生。
ガールズ・バンド、都まんじゅうのキーボード担当。
いつもビクビクして怯え、臆病で泣き虫。声も身体も気も小さい。身体が小さい特徴から、いやし系マスコットのような存在として受け入れられている。3歳で双子の妹と死別。妹との記憶は微かなものの、自分そっくりの妹の葬儀の様子を覚えており、死を極端に恐れるようになった。これにより、彼女はホラー映画などを見られず、血の人形・再来事件の調査には消極的だった。動物が好きで、よくインターネット上で動物の画像を探している。頭にはイチゴの髪留めを付けており、この髪留めを気に入っている。手先が器用で、中学生の頃はピアノをしていた。また、手芸や料理も得意とする。趣味はゲームで、シューティングゲームを好む。レトロなアーケードゲームやPCでファーストパーソン・シューティングゲーム（FPS）をプレイする。臆病な性格ではあるが、ゲームの中ではテンションが高くなる。実家は喫茶店であり、卒業後の進路は家業を継ぐ予定。
2021年1月5日、自宅のマンションから転落。現場は多くの人が目撃しており、マンション前で亡くなっていたところを発見された。彼女のポケットには何も紙は残っていなかった。
case633の時点では病気で倒れた父に代わってマスターとして実家の喫茶店を切り盛りし、父が回復した後も喫茶店を任されている。
星野理也 (ほしのりや)
声 - 松嶌杏実
六泉ヶ丘高校の3年生。
ガールズ・バンド、都まんじゅうのベース担当。
無口無表情でクールに見えるが、実はマイペース。何事も深く考えておらず、だいたいぼーっとしている。後輩の女子からの愛称は「王子」。好きなことはオートバイ。休みの日には朝から江ノ島や鎌倉を走る。元々集団行動が苦手なタイプであり、高校1年生のときにクラスと馴染めず、不登校に。バイクの免許はその間に取得し、学校をサボって徘徊するようになった。高校2年生の春に復学し、学校に通い始めた。集団行動への苦手意識を払しょくするために文化祭実行委員に入った。卒業後はバイクで日本一周をする予定。ウェブサイトの制作や映像編集を得意としており、バンドのチラシデザインは彼女が手掛けたもの。
2020年12月23日、線路付近で死亡が確認された。死亡が確認される前、彼女は岩永静のようにLINEグループに動画をあげており、「今みんながこんなことに巻き込まれてしまったのは全部私のせいです」と言う内容の動画を投稿していた。TwitterのReaperのアカウントは12月24日までに彼女をフォローしていた。彼女のポケットの中には「崇拝するシラノの元へ、我が左脚を捧げる」と書かれた紙が入っていた。
case633の時点では大学には進学せず、アルバイトをしながらバイクで遠出する生活を送っている。
「コロ」という名前の犬を飼っており、また埼玉県に祖母がいる。

#### 未来
イオリ・ハートフィールド
声 - 悠木碧
本作の真の主人公。100年後の世界でバイナリーシティという組織に所属している探偵。「パストハッキング」という技術を利用して過去のデータに介入できる能力を持つ。パストハッキング使用時に脳に負担がかかるため、動画では姉のハズキ・ハートフィールドが開発した手錠をしている。
ハズキ・ハートフィールド
声 - 悠木碧
イオリ・ハートフィールドの姉。イオリ・ハートフィールドと同じく、バイナリーシティに所属する、自称「天才エンジニア」。イオリ・ハートフィールドのサポートを行っている。

### case613

#### 血の人形事件関係者
イマオカシロウ
オカルトサイト、イマオカ・オカルト倶楽部の管理人でオカルト・ジャーナリスト。かつては平塚市に住んでいたが、現在はアメリカ合衆国に在住。血の人形事件に並々ならぬ関心を抱いており、神奈川県警にいる高校時代の同級生のつてを使って事件の情報を収集している。アメリカでの人気も高く、現地でテレビ出演や雑誌記事の執筆などを多数行っている。事件の調査のために帰国したいと考えている一方で、仕事により時間が取れていない。
えのー
血の人形・再来事件の被害者。都まんじゅう以前にTwitterでReaperにフォローされていた。
高市晴美
声 - 伊藤美紀
血の人形事件が起きたサークルに入っていた女性。事件当時は20歳でイギリスに留学しており、事件に巻き込まれることはなかった。佐久間ヒカリの死亡後、都まんじゅうのメンバーに協力する。
まきまき
血の人形・再来事件の被害者。都まんじゅう以前にTwitterでReaperにフォローされていた。
琴平愛子
血の人形・再来事件の被害者。都まんじゅう以前にTwitterでReaperにフォローされていた。
山科省吾（やましなしょうご）
星野理也の肉親にあたる母が再婚し、弟の父親となった人物。母や弟に対して家庭内暴力や虐待をふるっているが、普段は地方議員をしている。星野理也が虐待を止めようと訪問した際に、星野を虐待。反抗した星野理也によって殺され、血の人形事件のように偽装された。

#### 六泉ヶ丘高等学校関係者
花山純一郎
声 - 高橋伸也
六泉ヶ丘高等学校校長にして、劇団あかぐまの特別顧問。
三嶋雅也
綾城奈々乃に劇団を紹介した先生。綾城奈々乃は先生から授業を受けたり、過去にドーナツを貰っていた。三嶋雅也自身も過去に担任をした生徒に女優が出たことから、綾城奈々乃に目をかけている。

#### その他
学生A
声 - 丹羽正人
学生B
声 - 高柳知葉
学生C
声 - 新田大地
学生
声 - 三輪拓也、古沢大地、渡邊陵、春田玲緒、前追有里紗、谷佳耶、塩野由夏、高城加奈、多田咲月
アナウンサー
声 - 一翔剣（ニッポン放送）
PVナレーション
声 - 杉田智和

### case633

#### 惨劇の五芒星事件関係者
C
声 - 関根明良
本名は北澤千春。茨城県に住むオカルト好きの女子高生。過去に未来人に命を救われたことから、後述のサイト「現代SF探究サロン」を運営している。みやまんチャンネルに未来人であるイオリが登場した際は興奮のあまり泣いてしまった。惨劇の五芒星事件の事件解決後は、「技術者になりたい」という夢を持つようになる。
榊明日美
声 - 天城サリー
惨劇の五芒星事件の被害者の1人。梅崎中学校の3年生で、元漆ヶ原中学校3年生。漆ヶ原中学校で同級生からいじめを受け、また実の父親からも酷い扱いを受けており、大人に対して不信感を抱くようになった。それらが積み重なった結果駅のホームから転落してしまう。ある日スクールカウンセラーの堤玲一と出会い、梅崎中学校への転校以降も堤と関わりを持つ中で堤に心を開きかけるようになる。
坂口悠里
声 - 西明日香
惨劇の五芒星事件の被害者の1人。漆ヶ原中学校の1年生。
豊橋翼
声 - 伊瀬結陸
惨劇の五芒星事件の被害者の1人。漆ヶ原中学校の2年生。
西峰真央
声 - 若山詩音
惨劇の五芒星事件の被害者の1人。漆ヶ原中学校の2年生。
水沢康太
声 - 井上雄貴
惨劇の五芒星事件の被害者の1人。漆ヶ原中学校の1年生。
堤玲一
声 - 宮崎遊
漆ヶ原中学校のスクールカウンセラー。27歳。菅原麻理恵に罪を擦り付けられ、被害者5人に殺し合わせるように殺人教唆を行ったとして逮捕される。小学6年生の時に自身の父が殺人を犯したことがきっかけで「犯罪者の息子」としていじめを受けるようになり、一時は死を考える様になる。しかし、養護施設でカウンセラーと出会ったことで救われ、かつての自分と同じ状況にある子供たちに希望を見せられる存在になりたいとしてスクールカウンセラーを志望するようになった。
ポラリス
被害者5人を洗脳したとされる人物。
菅原麻理恵
漆ヶ原中学校の保健医。中学校では「優しい」という評判がある。夫は病気ですでに亡くなっており、また「伊吹」という名前の病弱の息子がいる。海外文学を読むことが好きで、特に児童書やジュブナイルものに興味を持っている。
監視者
Twitterで榊明日美のスマートフォンの更新や教員サイトのログイン制限の解除の通知を行う。

#### その他漆ヶ原中学校関係者
前中蘭
被害者の1人である坂口悠里のクラスの担任。陸上部と卓球部の顧問を務める。
賀川晃平
漆ヶ原中学校の教員。1998年生まれ。テレビ番組「あいのり」にはまっており、ドラマ「クイーンズ・ギャンビット」のファンでもある。
国広弥生
被害者の1人である榊明日美の漆ヶ原中学校時代のクラスの担任。国語教師でバレー部の顧問を務める。
間宮聡美
被害者の1人である水沢康太のクラスの担任。1年生の学年主任。
滝本裕志
被害者の1人である西峰真央のクラスの担任。学年主任でサッカー部顧問を務める。
徳重隆也
坂口悠里と同じクラスの漆ヶ原中学校の1年生。
もっちりもっちっちー
漆ヶ原中学校の3年生。名前はTwitterで使用しているものであり、本名は非公開。
よるっち
漆ヶ原中学校の2年生。名前はTwitterで使用しているものであり、本名は非公開。
門倉校長
漆ヶ原中学校の校長。
松隈教頭
漆ヶ原中学校の教頭。

#### その他
キャスター
声 - 天野宏郷
学生
声 - 葵あずさ

## 用語
イマオカ・オカルト倶楽部（イマオカ・オカルトくらぶ）
血の人形事件について取り扱うオカルトサイト。イマオカシロウが管理人を務める。
劇団あかぐま
平塚市を拠点に30年以上活動する児童向け演劇を得意とする劇団。綾城奈々乃もこの劇団で演劇をしており、2021年1月5日の劇団の公演『秋の収穫祭』では、綾城奈々乃が主演を務めた。
血の人形事件（ちのにんぎょうじけん）
1987年4月20日未明に平塚市の山中でオカルトサークルに所属する男女6名が自らの身体にナイフを刺し、流れる血を人形に注いだとされることから始まった一連の事件。血だらけになった若者は山をおり、近所の住民に発見され、すぐにパトカーと救急車で市内の病院へと搬送された。1987年5月7日にメンバーの一人だった葉山伸次郎が、マンションの踊り場から飛び降り死亡して以降、相次いでサークルメンバーが自殺とみられる状態で亡くなった。各メンバーには「崇拝するシラノの元へ、我が○○を捧げる」と書かれた紙片がポケットから見つかっている。
血の人形・再来事件（ちのにんぎょう・さいらいじけん）
2020年10月19日に1人の女性が自殺。ポケットの中には「崇拝するシラノの元へ、我が頭を捧げる」と書かれた紙片が見つかり、血の人形事件の再来と言われた。佐久間ヒカリが中心となり、文化祭後に都まんじゅうのメンバーは「血の人形・再来事件」に興味を持ち、事件を追いかけるようになる一方、事件に巻き込まれていくことになり、次々とメンバーが亡くなっていった。
都まんじゅう（みやこまんじゅう）
佐久間ヒカリが発起人となり、六泉ヶ丘高校の文化祭実行委員会メンバーで友人の6人組で集めたガールズ・バンド。通称は「みやまん」。バンド名の由来は六泉ヶ丘高校のあるとされる平塚市の名物、都まんじゅうから。
Reaper（リーパー）
通称「死神のアカウント」。このアカウントにフォローされると死ぬという都市伝説を持つアカウント。佐久間ヒカリが死亡する前にもこのアカウントにフォローされており、彼女がフォローされる前にはReaperが3人がフォローしていた。2021年1月6日現在でバンドメンバー全員がフォローされている。
六泉ヶ丘高等学校（ろくせんがおかこうとうがっこう）
登場人物たちが通う神奈川県平塚市にあるとされる1974年設立の高等学校。幅広い学力の生徒が集まっており、スポーツや芸術で多数の著名人を輩出している。公式サイトも作成されている。
銀の弾丸
本作のキーアイテムの1つ。「歴史の修正力」を無力化できる。これを「運命の分岐点」に打ち込むことで狙い通りの過去改変が可能となる。
パストハッキング
未来の技術100年前までのネットワークにつなぐことができる。ただしエネルギー消費が膨大な上、狙った時間をピンポイントで狙うのは難しい、そのため限られた人しか使うことができない。
現代SF探究サロン
Cが運営している未来人について語るサイト。本人曰く「いろいろ理由があって」惨劇の五芒星事件も取り扱っており、何者かにより一時ハッキングされる事態も発生したが、解除に成功し榊明日美を除いた惨劇の五芒星事件の被害者達や犯人である菅原麻理恵のスマートフォンの中身を見られる機能も追加された。

## 制作と背景
『Project:;COLD』の計画は2018年頃に始まった。実現プランが組めないまま企画書が眠った状態で1年が過ぎ、実現の目処が立ち、動き出したのが2019年頃であった。2020年11月1日に佐久間ヒカリがYouTubeチャンネルを開設。自己紹介動画を公開した。この当時は『Project:;COLD』のプロジェクト名は公開されておらず、企画はバーチャルキャラクターによるバンドプロジェクト『都まんじゅう』として始動した。キャラクターデザイナー、イラストレーターの望月けいと映像作家の川サキケンジが参加する新プロジェクトとして一部メディアに取り上げられた。2020年11月8日、都まんじゅうメンバーの岩永静と青島玲子が公開。同日には神奈川県平塚市にあるという六泉ヶ丘高校のサイトもオープンした。2020年11月15日には、綾城奈々乃、森いちご、星野理也が公開された。また、メンバー6人の自己紹介動画すべてに映像中にカラフルなノイズが入る、ロゴマークが映し出されるなど、ミスではなく意図的に入れられたものと推測できる演出がされており、後に映像中にあったノイズは暗号となっており、解読すると「カノジョタチヲシナセルナ」というメッセージが浮かび上がることが有志によって明らかになった。2020年11月9日には「【みやまんラジオ】第1回目「ヒカリ、パーソナリティに初挑戦」」がYouTubeにアップロードされた。都まんじゅうのメンバーがラジオ形式で話をするこの動画は第6回までアップロードされた。2020年11月22日には、六泉ヶ丘高等学校の文化祭にずっと真夜中でいいのに。が登場することを発表。翌23日には都まんじゅうが文化祭でのファースライブを終え、楽曲「秒針を噛む」のカバー動画がアップロードされた。2020年11月24日、24時(JST)には、ニッポン放送のラジオ番組『ミューコミプラス』に佐久間ヒカリが出演し、ずっと真夜中でいいのに。とコラボした様子を語った。文化祭後、都まんじゅうのメンバーは血の人形・再来事件に興味を抱き始める。後にメンバーの興味も薄れていったが、11月28日に27日、佐久間ヒカリが死亡したことが発表される。発表された動画では、佐久間ヒカリが亡くなったこと、バンドメンバーが人形・再来事件の危機に瀕していることを伝え、謎解きの参加者を求めた。この発表はバーチャルキャラクターを登場させるプロジェクトが自殺を伝えたことで、バーチャルYouTuberのファンを中心に混乱が広まった。12月1日にTeam Project:;COLDは『Project:;COLD』を発表。都まんじゅうの全容が明らかとなった。12月11日には第2話が公開され、岩永静が死亡。その後、謎を解き明かしながらも、星野理也、森いちごが死亡。2021年1月現在も謎は続いており、インターネットコミュニティでは、キリンをはじめとするYouTuberなどが考察動画をアップロードしている。
総監督の藤澤は、公式Twitterにて、「現時点でマネタイズプランはない」というツイートを投稿しており、このような作品を単体でマネタイズすることは難しいと電ファミニコゲーマーとRealSoundは取り上げている。

### 作風

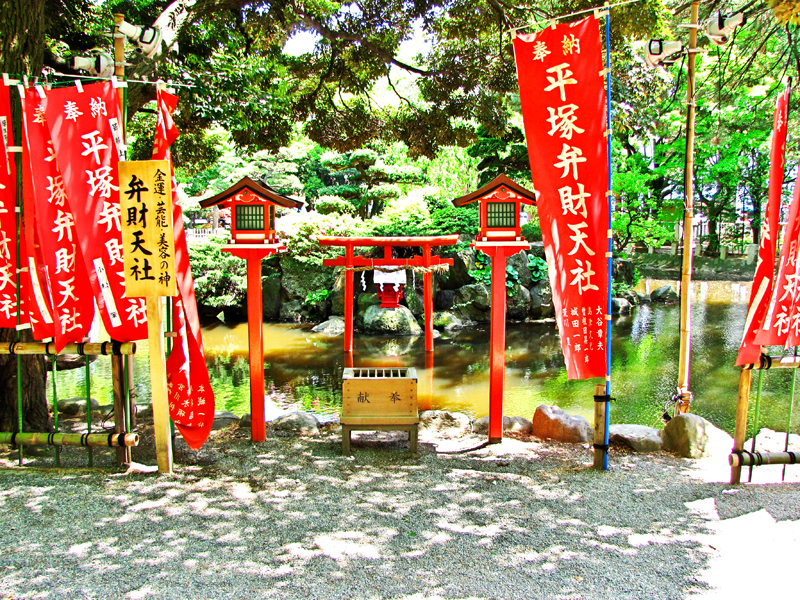
平塚八幡宮内にある平塚弁財天社（2013年撮影）。

『Project:;COLD』は、インターネットを使用し、展開されるミステリ作品である。『Project:;COLD』の謎はSNSやYouTubeに留まらず、様々なウェブサイトを使用して展開される。インターネットをはじめ、様々な方法を使用し、謎を解くこととなる。謎解きの際、Twitterアカウント、舞台になっている平塚市の実際のウェブサイト、高校のホームページ、実際の電話番号、実在の平塚八幡宮などを駆使して視聴者は謎解きをすることとなる。また、2020年12月19日から開催された仮想空間上での3Dアバター・3Dモデルの展示会、バーチャルマーケットではProject:;COLDが出展し、VRSNS、VRChatに設置された仮想世界の会場全体を使った謎解きゲームを展開した。作品はリアルタイムで物語が進行する代替現実ゲームというジャンルに近いとされる。時間軸は作中と現実は同一であるため、本作のファンなどが関連Twitterアカウントに返信やリツイート、謎解きの投稿を行うことにより、物語が進行する。主軸となるガールズ・バンド、都まんじゅうはバーチャルキャラクターであり、本作はバーチャルキャラクターによって織りなされるドラマとなっている。公開された自己紹介動画はバーチャルYouTuberの初投稿動画としては馴染みのある形式の作風であったため、都まんじゅうをバーチャルYouTuberとして見る意見が散見された。謎や設定を仄めかす作風からウェブメディア、PANORAとRealSoundはバーチャルYouTuber、鳩羽つぐと比較するコメントを出している。また、都まんじゅうは、ずっと真夜中でいいのに。の『秒針を噛む』のカバーを公開したことで、音楽系バーチャルYouTuberとしての注目を集めていた。バーチャルYouTuberを多くメディアで取り上げているライター、たまごまごは都まんじゅうのメンバーが等身大の高校生のようでファンに自由にリプライを送っているTwitterの運用の仕方について、「非常にVTuber的」であると言及している。また、謎解きの作風に対して「シケイダ3301事件っぽい」と指摘している。その一方で、RealSoundでは総監督と名乗る人物に対してインタビューを行っており、「実は自分たちには、VTuberをやっているという意識がない」と発言している。また、川サキケンジによる映像はKAMITSUBAKI STUDIOが展開するバーチャルシンガー、花譜などでも見受けられた彩度の低い落ち着いた実写背景に、望月けいがデザインしたシャープな印象を与える3DCGモデルが重なり、表現されている。作品は、藤澤仁のnoteの記事によるとカゲロウプロジェクトの空気管を念頭に作られた企画であったという。

### スタッフィング
2021年1月現在では何かしらの組織が運営しているコンテンツだということは判明しているものの、仕掛け人である総監督が誰なのかは伏せられていた。2021年2月7日に投稿された動画のエンディングで、総監督が『ドラゴンクエストシリーズ』でディレクター、シナリオライティングなどを務めていた藤澤仁であることが公表された。舞台であった平塚市は藤澤の故郷でもある。
2020年11月1日に佐久間ヒカリがYouTubeチャンネルを開設した際、キャラクターデザイナー、イラストレーターの望月けいと映像作家の川サキケンジは都まんじゅうを新たに参加する新プロジェクトとして発表した。ゲーム『クリミナルガールズX』などで知られる望月けいを採用した経緯について、総監督はRealSoundのインタビューでバーチャルキャラクターで物語を表現しようと決まった段階で「作家性の見える絵描きさんに描いてもらいたい」という考えから採用したと述べている。川サキケンジは、花譜のビジュアルディレクションを手掛けており、総監督は同インタビューで実写背景の上で3Dモデルのキャラクターを動かしている川サキさんの動画を見たことが決め手になったとしている。
一方で、謎解きでは、きださおりや眞形隆之といった、リアル脱出ゲーム、人狼ゲームにおいての重要人物が携わっている。きださおりは「ユーザーにどういう心の動きを与えるか」という視点からアドバイザーを務めている。眞形は総監督によると、謎解き要素が必要だと判断した段階から、多岐に渡って手伝ってもらっていると述べている。
声優の杉田智和は、本作でキャスティング・プランニングを行っている。12月3日・10日21時（JST）には杉田の冠ラジオ番組である文化放送『杉田智和のアニゲラ!ディドゥーーン』に『Project:;COLD』出演者が出演した。2020年12月25日には、杉田がナレーションを務めたダイジェスト映像が杉田の公式YouTuberチャンネルに公開された。

### スタッフ
注記: 特記なき場合、出典は「全ての謎が解けた」のエンドロールによる。
- 運営 - Team Project:;COLD[24]
- 企画・脚本・総監督 - 藤澤仁[27][131][130][134]
- プロデューサー - 平信一
- 映像監督[3][105][1][24]、3Dモデル監修、モーションキャプチャ演出 - 川サキケンジ
- キャスティング、プランニング - 杉田智和[24]、二木啓輔、神野貴元
- 制作 - Story note、Eallin Japan
- プロモーション協力 - マレ[24]
- プロダクト・マネージャー - クリモトコウダイ
- 体験ギミック - きださおり[5][19][24]
- 謎解き制作 - 眞形隆之[5][19][24]
- シナリオ - 原田悠(Storynote)、今泉麻奈美(Storynote)、佐藤泰恵 (Storynote)
- グラフィック・モーショングラフィック、美術、PVエディター、モーションキャプチャー演出、オフラインアシスタント - Qtaro、nonie
- グラフィック・モーショングラフィック、美術 - Aaron Formilleza
- 制作協力 - 河野一聡（BNEI）、二見鷹介（BNEI）、甲斐美沙樹（BNEI）、野津美鈴（BNEI）、上野瑛介（BNEI）、内山大輔（BNEI）、青二プロダクション、ARGRS、イロコト、81プロデュース、大沢事務所、KADOKAWA、クリープ、GUNCY'S、トイズファクトリー、ヌーベルアージュ、パークグラフィックス、バンダイナムコエンターテインメント、バンダイナムコスタジオ、B-BOX、プロ・フィット、マウスプロモーション、三悟、楽音舎、RootStudio、LosGatos Works

### 映像、ビジュアル制作
- エグゼクティブ・プロデューサー - 笠島久嗣
- ライン・プロデューサー、制作デスク - 上竹伸枝
- スーパー・アドバイザー、グレーティング - 渡邊竜実
- 制作デスク - 浦田鉄也
- 謎解き 映像制作・小道具 - 佐藤大介
- 本編 撮影監督・カメラマン - タカザワカズヒト
- 撮影アシスタント - 中村賢志、北川元気
- 写真撮影 - 笠島ダイスケ
- コンポジッター - 渡邊竜実（自己紹介、EP01、EP02、EP03、EP04、EP05）、Kutsuhita（EP02）、Aaron Formilleza(EP07、SNSプロフィール、ビジュアルマーケット)

### 3DCG
- アートディレクター - 大悟法幸子（三悟）
- リードモデラ― - Jan Xu（RootStdio）
- モデラ― - Ryan Zhang、Byllysun、Kevin Pang(RootStdio)
- リガ― - May Zhou(RootStdio)
- テクニカルディレクター、CGプロデューサー - 野澤徹也(GUNCY'S)
- テクニカルサポート - 嶋田有紀(GUNCY'S)
- 制作デスク - 吉原美幸（RootStdio）
- プロダクション・マネージャー - 緑川健一（RootStdio）、浦田鉄也

### モーションキャプチャー
- 演出、オフライン・アシスタント - Kutsushita、三輪歩
- リードエンジニア - 加藤久乃
- エンジニア - 穴吹圭祐、山口修平、妹尾光
- テクニカルマネジメント - 奥脇正文
- テクニカル・アシスタント - 横山隆太郎
- プロダクション・マネージャー - 上竹伸枝

### アートワーク
- キャラクターデザイン[3][105]、キービジュアル、イラスト - 望月けい
- タイトル・劇中 ロゴデザイン - 内古閑智之[5]
- 劇団あかぐまキャラクターデザイン - 石川
- ポスターデザイン - こむぎこ2000[53]
- バックグラウンド・デザイナー - 絵を描くPETER[5]

### ウェブ制作
- プロデューサー - 穂刈謙亮（イロコト）
- デザイナー - 曽我（イロコト）
- フロントエンジニア - 武内良介

### 音響
- 音響監督 - 菊田浩巳[5]
- 録音調整 - 青木臨
- 録音助手 -  槇洋介、野尻紗貴
- 録音スタジオ - studio GONG
- 音響制作担当 - 高宮城梨江

#### PV
- サウンドエンジニア - 釆原史明
- ミキサー - 備後正太郎
- BGM - 小鷲翔太

## 音楽

### 主題曲
「勘ぐれい」は、バンド、ずっと真夜中でいいのに。が作曲した本作の物語をもとに書き下ろした主題歌である。楽曲は2020年12月1日にYouTubeのプレミア公開され、公開されたミュージック・ビデオはアニメーション作家のこむぎこ2000が手掛けた。ミュージック・ビデオ内にも『Project:;COLD』の謎解きが含まれている。楽曲はバンドのアルバム『ぐされ』に収録される。楽曲は、2020年12月14日付けのBillboard Japan Hot 100で週間50位を記録した。

#### スタッフ
「勘ぐれい」
ずっと真夜中でいいのに。
- 作曲、作詞 - ACAね
- 編曲 - 100回嘔吐、ZTMY
- アニメーター - こむぎこ2000

### エンディング
「ユメノワ」は、劇中に登場するバンド、都まんじゅうの佐久間ヒカリが作詞・作曲をし、玲子が歌唱したという設定の曲である。バンドは高等学校卒業後に行われた後に謝恩会ライブをする設定を持っており、本曲はその際歌われた1曲だとされる。

#### スタッフ
「ユメノワ」
- 作曲、作詞、編曲 - chiaki
- 歌 - 青島玲子（陶山恵美里）

### 挿入歌

#### スタッフ
「秒針を噛む」
カバー: 都まんじゅう
- 作詞、作曲 - ACAね
- 作曲 - ぬゆり
- 編曲 - 塚田忠昭
- 歌 - 青島玲子（陶山恵美里）

## 漫画
Project:;COLD case.614 Strawberry and secrets
コミックグロウル（ブシロードワークス）にて2024年4月19日より2025年2月21日まで連載。原作：Team Project:;COLD、漫画：揚茄子央。
- 漫画：揚茄子央、原作：Team Project:;COLD『Project:;COLD case.614 Strawberry and secrets』KADOKAWA（電子書籍版はブシロードワークス）〈ブシロードコミックス〉、全2巻
  1. 2024年9月6日発売、ISBN 978-4-04-899638-9
  2. 2025年3月7日発売、電子書籍のみ

## コンシューマーゲーム
Project:;COLD case.mirage
2025年3月28日にダウンロード専売にてNintendo Switch™用、Steam®用として発売。ジャンルはデスクトップ型ミステリーアドベンチャー。

## 考察とファンコミュニティ
11月1日に「みやまんチャンネル」への動画投稿が始まった際、企画名や全貌が明かされる以前から、『都まんじゅう』はクリエイターたちを追いかけるコアなバーチャルYouTuberファンからの興味を引かせていた。佐久間ヒカリの死亡ツイートについては、バーチャルYouTuberの文化に触れてきた人物にとって「アバター＝本人」という認識に慣れてきたこともあり、「本人」が本当に死んだのではないか、と一部で反応的になっていた。
『Project:;COLD』は、作品はリアルタイムで物語が進行する謎解き・ミステリ作品である。ファンはSNSで返信やリツイートなどのアクションを行うことができ、その行動が彼女たちに影響を与える。リアルタイムで進行する彼女たちの物語に介入し、バンドメンバーの死を防ぐために行動することができる。推理する際必要な情報が散り散りになっているため、SNSで情報交流しないと解けない仕組みも導入されている。考察の参加者のことは「融解班」と呼ばれる。本作は、参加者同士のコミュニケーションやネタバレを推奨しており、Twitterでは考察用ハッシュタグ「#みやまん考察」「#みやまん謎解き」を公式的に用意している。また、非公式なものとして、考察専用のDiscordサーバーが融解班により設営されている。11月24日に建てられたこのサーバーは、2020年12月4日時点で参加者1400人を越え、考察を語る場となっている。
case633『惨劇の五芒星事件』では、考察用ハッシュタグが「#惨劇の五芒星事件考察」「#惨劇の五芒星事件謎解き」と改められ、新たに考察用のDiscordサーバーや、「漆ヶ原中学校の裏サイト」という設定のDiscordサーバーが公式に設営された。